# Listă de personalități din Lisabona
Această listă de personalități marcante din Lisabona cuprinde o enumerare alfabetică a celor mai reprezentative persoane născute în capitala Portugaliei.
Dacă nu este precizată etnia unei persoane, se subînțelege că acesta este portugheză.

## A
- Isaac Abrabanel (1437 - 1508), om politic, filozof, rabin;
- Afonso al IV-lea al Portugaliei (1291 - 1357), rege al Portugaliei;
- Afonso al VI-lea al Portugaliei (1643 - 1683), rege al Portugaliei;
- Afonso de Albuquerque (1453 - 1515), explorator;
- Francisco de Almeida (1450? - 1510), nobil, explorator;
- Nicolau Tolentino de Almeida (1740 - 1811), poet;
- Anton de Padova (1195 - 1231), preot catolic italian.

## B
- Ricardo Balaca (1844 - 1880), pictor;
- Duarte Barbosa (c. 1480 - 1521), scriitor;
- José Manuel Barroso (n. 1956), om politic, fost premier;
- Paulo Bento (n. 1969), fotbalist, antrenor;
- Beto (n. 1976), fotbalist;
- Ecaterina de Braganza (1638 - 1705), soția lui Carol al II-lea al Angliei.

## C
- Carlos I (1863 - 1908), rege al Portugaliei;
- Camilo Castelo Branco (1825 - 1890), scriitor;
- Luís Vaz de Camões, considerat poetul național al Portugaliei;
- Carlos Coelho (n. 1960), om politic, europarlamentar.

## D
- Denis al Portugaliei (1621 - 1325), rege al Portugaliei;

## F
- Ferdinand I (1345 - 1383, rege al Portugaliei;
- Raul Ferrão (1890 - 19530, compozitor;
- António Manuel da Fonseca (1796 - 1890), pictor;